# Kenderes
Kenderes és una ciutat hongaresa pertanyent al districte de Karcag al comtat de Jász-Nagykun-Szolnok, amb una població el 2012 de 4647 habitants.
La ciutat es va desenvolupar principalment en els segles XVI-XVII. És coneguda per ser el lloc de naixement de Miklós Horthy, regent de l'últim regne d'Hongria.
Se situa uns 15 km a l'oest de la capital de districte Karcag, sobre la carretera 4 que porta a Szolnok.